# Corporation paysanne
La Corporation paysanne est créée le 2 décembre 1940 par le régime de Vichy : c'est l'organisation corporatiste mise en place par la volonté du maréchal Pétain pour servir de point d'appui dans le monde agricole à la révolution nationale.

## Les origines
Les origines idéologiques de la Corporation paysanne remontent à l'agrarisme conservateur, idéologie et mouvement social rural apparu en Europe à la fin du XIXe siècle dans la mouvance du catholicisme intransigeant et prônant le retour au corporatisme; pour la France, les premiers théoriciens furent Hyacinthe de Gailhard-Bancel, etc. à la fin du XIXe et de nombreux autres comme Louis Salleron, Hervé Budes de Guébriant, etc. pendant l'entre-deux-guerres.

### Avant la Première Guerre mondiale
En France, dès le XIXe siècle une rivalité importante entre deux organisations agrariennes apparaît. La Société des agriculteurs de France (SAF) fut créée la première, en 1867, transposant au niveau national les sociétés agricoles plus locales qui existaient déjà dans les années 1840, avec comme grand avantage de bénéficier de la protection de l'État, Napoléon III ayant approuvé les statuts de la SAF. Il s'agissait au départ d'une société élitaire aux effectifs limités (1854 membres seulement au départ, 3553 en 1878), dont le siège était situé rue d'Athènes (rive droite de la Seine à Paris) et dont le premier président fut Édouard Drouyn de Lhuys, ancien ministre des affaires étrangères. Après la chute du Second Empire en 1870, la SAF s'est érigée en contre-pouvoir anti-républicain et s'est efforcée d'augmenter ses effectifs, notamment en se précipitant dans le vote sur la loi syndicale de 1884, pour attirer vers elle les populations villageoises en parrainant de nombreux syndicats agricoles, lesquels se constitueront des unions régionales puis une union nationale en 1886 (Union centrale des syndicats agricoles de France).
Entretemps, la Société nationale d'encouragement à l'agriculture (SNEA) avait été fondée en 1880, sous l'impulsion de Gambetta, pour constituer un contre-poids républicain face à l'influence de la SAF. La SNEA se structure au début à l'échelle départementale puis constitue une Fédération des syndicats républicains en 1910, qui siégeait symboliquement sur l'autre rive de la Seine, boulevard Saint-Germain. Le mouvement eut ensuite tendance, un peu avant 1914, à s'organiser sectoriellement, puis à fonder, après 1918, des associations spécialisées selon les secteurs économiques. Tous les mouvements initiés par la SNEA (coopérations, syndicats, caisses de crédit…) se sont regroupés en 1912 au sein de la Fédération nationale de la mutualité et de la coopération agricole.
La concurrence a été vive entre la SAF (association de personnes) et la SNEA (association d'intérêts), avec des efforts d'enracinement de part et d'autre, à tel point que beaucoup de villages possédaient des syndicats des deux bords à la veille de la Première Guerre mondiale.

### Pendant l'entre-deux-guerres
Issue de l'Union centrale des syndicats agricoles, l'UNSA (Union nationale des syndicats agricoles) a été fondée en 1934 par une équipe d'« hommes nouveaux", par opposition aux dirigeants traditionnels du monde agricole français, ceux des Chambres d'agriculture et de ceux de la vieille « Société des agriculteurs de France" (fondée en 1886) de la rue d'Athènes à Paris. Le siège social est transféré à la fin de l'année 1936 de la rue d'Athènes à la rue des pyramides, siège de la puissante fédération spécialisée AGPB. Les animateurs de l'UNSA sont Jacques Le Roy Ladurie, son secrétaire général, le comte Hervé Budes de Guébriant, Louis Salleron, Roger Grand (président jusqu'en 1938), Joseph Boulangé (président en 1938) et Rémy Goussault, délégué général.
Elle entend être l'interlocuteur privilégié de l'État et prétend regrouper 1 200 000 familles paysannes en 1937.
En 1934-35, l'UNSA participe au Front paysan avec le parti agraire et paysan français et les « chemises vertes" d'Henri Dorgères.
Par anticommunisme, l'UNSA s'oppose au Front populaire, accusé de préparer l'étatisation de l'agriculture (création de l'Office national du blé), d'entrainer des désordres (grèves agricoles) et mène la contre-offensive agrarienne dès juillet 1936 : relance du Front paysan, avec le Comité d'action paysanne groupant l'UNSA et les dirigeants des principales associations agricoles centrales et spécialisées.

## Sa création et son action
Après la défaite de juin 1940, le gouvernement de Vichy met en place la révolution nationale, qui s'appuie sur une idéologie réactionnaire au sein de laquelle le monde agricole ainsi que l'artisanat deviennent des composantes majeures. Sous couvert de la longue tradition historique de la France rurale est prôné le « Retour à la terre », comme l'illustre cet extrait d'un discours du maréchal Pétain prononcé à Tulle le 20 avril 1941: « La France redeviendra ce qu'elle n'aurait jamais dû cesser d'être : une nation essentiellement agricole. Elle restaurera les antiques traditions artisanales ». Pierre Caziot, ministre de l'agriculture et du Ravitaillement, renchérit le 21 septembre 1941: « Il faut oser proclamer la primauté de la paysannerie et la nécessité d'une politique donnant à la production agricole la première place dans l'économie de la nation ».
La Corporation nationale paysanne (ou Corporation paysanne) est créée dès le 2 décembre 1940 et regroupe dans un organisme unique l'ensemble des structures agricoles d'avant-guerre, aussi bien syndicales que patronales, y compris les sociétés de crédit et d'assurance œuvrant dans le domaine agricole. Ce syndicat unique regroupe l'ensemble des catégories sociales (propriétaires, fermiers, métayers, salariés). L'adhésion du chef de famille implique dans la vie syndicale l'ensemble de ses membres travaillant sur l'exploitation. L'ensemble de l'organisation est placé dès l'origine sous l'autorité de l'État, mais au fil des aménagements apportés à la législation, cette mainmise s'accroît et fait de la corporation paysanne une véritable structure d'encadrement du monde agricole au profit des élites.
En mars 1941 est créé un « Service civique rural » afin de faire participer la jeunesse aux grands travaux agricoles et pallier ainsi la main-d'œuvre masculine manquante, prisonnière en Allemagne ou envoyée dans ce pays dans le cadre du Service du travail obligatoire. Un « pécule de retour à la terre » est créé pour les familles retournant travailler dans le monde agricole et une « Mission de restauration paysanne » est chargée de remettre en état les exploitations agricoles et les cultures abandonnées en raison de la friche sociale. La loi du 16 décembre 1942 organise et définit (tardivement) la Corporation paysanne (édifice pyramidal au caractère hiérarchique très marqué, de nombreux pouvoirs de réglementation concernant la vie agricole étant attribués aux dirigeants, théoriquement élus mais en fait désignés par les échelons supérieurs), placée sous l'étroit contrôle du ministère de l'Agriculture, son « syndic national » étant Adolphe Pointier, gros exploitant agricole de la Somme, choisi parce qu'il dirigeait l'Association générale des producteurs de blé ; il s'appuie sur un réseau de syndics régionaux à la tête d'« Unions régionales corporatives », elles-mêmes subdivisées au niveau local contrôlé par des « syndics locaux », souvent à l'échelle de la commune. Il s'agit d'une véritable courroie de transmission du régime de Vichy dans le monde agricole (les syndics locaux sont par exemple chargés de fixer les impositions individuelles et de les notifier aux exploitants agricoles). Cela n'empêche pas parfois quelques velléités de résistance de la part de certains syndics locaux ou régionaux : par exemple en janvier 1944, le journal de l'Union Régionale Corporative du Finistère et des Côtes-du-Nord, Ar Vro Gorz tente de publier deux articles sur le problème des réquisitions effectuées par l'armée allemande, articles bien entendu censurés. Des réfractaires du Service du travail obligatoire (STO) sont parfois « reconvertis » en  ouvriers agricoles avec la complicité de syndics locaux (la loi du 4 septembre 1942 exemptant les agriculteurs du départ en Allemagne), etc... 
La Corporation paysanne répondait à la fois à un des axes idéologiques majeurs du régime de Vichy et aux vœux des principaux dirigeants syndicalistes agricoles d'avant-guerre. Ces derniers en prirent la direction, mais ne réussirent pas à créer un véritable « droit corporatif » dans lequel l'essentiel du pouvoir serait entre les mains de la profession. Ainsi choyés par le régime de Vichy, et souvent influencés aussi par leur conservatisme politique traditionnel, de nombreux ruraux manifestent, au moins dans un premier temps, de la sympathie pour le gouvernement de l'État français et son chef, le maréchal Pétain, dont on rappelle sans cesse les origines rurales.
Véritables enfants chéris du régime de Vichy, les paysans passent cependant longtemps pour les vrais bénéficiaires de la politique menée par Pétain. Lui-même propriétaire terrien en sa résidence de Villeneuve-Loubet, le maréchal affirme que « la terre, elle, ne ment pas », et encourage le « Retour à la terre », politique soldée sur un échec, moins de 1 500 personnes en quatre ans tentant de suivre ses conseils. La Corporation paysanne est fondée par une loi du 2 décembre 1940,,. 
Certains partisans de la Corporation paysanne développent une vision totalement rétrograde de la condition paysanne. Henri Pourrat écrit : « Qu'on n'impose pas aux paysans le chauffage central (sur ses bienfaits, on peut rester en doute), ni même l'eau au robinet ». Un radiateur, disait-il, ne pourrait remplir le même rôle de rassemblement social que l'âtre dans la maison du paysan. Henri Pourrat défendait les sabots, l'eau boueuse préférable à l'eau stérilisée pour les animaux de ferme, etc...
Mais les réquisitions, l'instauration d'un régime autoritaire et la suppression des libertés individuelles, l'aggravation des conditions de vie et de travail, l'attitude de l'occupant allemand (en zone occupée), le patriotisme profond des populations rurales, etc. vont entraîner peu à peu un changement d'attitude d'une part croissante de la population rurale qui avait pourtant été séduite dans un premier temps par les discours tenus.

## Quelques exemples locaux de la Corporation paysanne

### L'exemple du département de l'Orne
En juin 1942, sur les 457 communes du département de l'Orne, 451 possèdent un syndicat agricole dépendant de la Corporation paysanne et presque à la même date (mai 1942) approximativement 20 000 des 25 000 exploitants agricoles du département en sont adhérents. Le 15 juin 1942 est créé l' "Union régionale corporative de l'Orne" lors d'une imposante réunion rassemblant environ 400 syndics communaux et plus de 600 syndics adjoints : le vicomte Gérald de Rochefort, grand propriétaire terrien à Bursard, conseiller général du canton de Le Mêle-sur-Sarthe, est choisi comme syndic régional, à l'instigation du préfet et du représentant du gouvernement.

### L'exemple du Finistère et des Côtes-du-Nord
En Bretagne, le régime de Vichy peut s'appuyer sur un réseau important de notables et particulièrement sur l'"Office central de Landerneau", dont le patron, le comte Hervé Budes de Guébriant est nommé en janvier 1941 président de la Commission nationale d’organisation corporative tout en étant par ailleurs conseiller national de Vichy et syndic « provincial ».
Alors que partout en France les "Unions régionales corporatives agricoles" (URCA) se mettent en place dans un cadre départemental, l'URCA des Côtes-du-Nord est placée sous le contrôle de celle du Finistère. Le 28 octobre 1941, la cérémonie inaugurale se déroule à Landerneau ; Yves Le Cozannet, exploitant agricole, maire de Minihy-Tréguier dans les Côtes-du-Nord, adhérent de l'"Office central de Landerneau", est placé à sa tête. Le Crédit agricole local passe sous le contrôle de l'"Office central de Landerneau" c'est-à-dire de la Corporation paysanne.
Des cérémonies religieuses, dites de la "Pincée de terre" sont organisées à Lannion et à Saint-Brieuc le 21 août 1942, patronnées par l'évêque du diocèse de Saint-Brieuc, Mgr Serrand : notables pétainistes et syndics locaux se retrouvent pour déposer religieusement 388 enveloppes contenant de la terre de chaque commune du département et ces sachets furent ensuite le 30 août 1942 portés à Gergovie en signe de vénération au maréchal Pétain. Mais beaucoup d'agriculteurs bretons tournent rapidement le dos à la révolution nationale : dès la fin de l'année 1941, l'administration doit recourir à des sanctions à l'égard de nombreux agriculteurs car les livraisons de produits agricoles s'effondrent ; l'URCA est assimilée à un pouvoir de plus en plus contraignant. Le Service du travail obligatoire, qui vise les enfants d’agriculteurs à partir de juin 1943, fait définitivement basculer les paysans. Ils vont abriter par milliers les réfractaires dans le bocage breton.

### L'exemple des Landes
Dans le département des Landes, même si sa mise en place commence dès l'année 1941, l'"Union régionale corporatiste des Landes" est créée officiellement le 13 avril 1942 lors d'une réunion de 650 syndics et syndics-adjoints locaux qui se tient à Mont-de-Marsan et le comte de Marcy est désigné au poste de syndic départemental. L'"Union régionale corporatiste des Landes" incorpore l'"Union corporative des résineux", structure d'encadrement de l'activité des gemmeurs créée en fait avant la guerre le 10 mars 1939 et qui regroupait déjà la profession : propriétaires, métayers, distillateurs et négociants du bois.

### L'exemple de la Mayenne
Le département de la Mayenne, après le Finistère et les Côtes-du-Nord, le Cher et la Vendée, est le quatrième à réaliser l'Organisation de la Corporation paysanne, voulue par le régime de Vichy. À ce titre, le 20 mars 1942, le préfet Edouard Bonnefoy, qui doit apporter son concours à la Corporation agricole, adresse, au ministre de l'Agriculture, un rapport sur l'état de l'Organisation corporative agricole en Mayenne, sur son activité et ses relations avec l'administration. Bonnefoy cite à titre d'exemple, plusieurs cas notamment en matière d'accélération de l'habitat rural, dans lesquels il donna suite aux suggestions qui lui avaient été faites par M. Montalembert, délégué régional à l'Organisation de la Corporation paysanne dans la Mayenne, et M. Raymond Delatouche, délégué-adjoint.

## L'opposition progressive mais croissante du monde rural
Une attitude frondeuse se perçoit ici et là : dès le 30 octobre 1940, 500 éleveurs manifestent à Chambéry ; des organisations clandestines de résistance commencent à se mettre en place dans le monde rural comme les filières permettant un franchissement clandestin de la ligne de démarcation du côté de Vierzon à l'instigation de Berty Albrecht ou de la frontière nationale à destination de la Suisse ou de l'Espagne ; les premiers foyers de résistance apparaissent, par exemple dans les campagnes nantaises autour de Marcel Paul. Le journal "La Terre" recommence à paraître, clandestinement, dès mai 1941 ; d'autres publications courant 1942 ou 1943, comme "Le Semeur" ou "Jacques Bonhomme", au titre révélateur. Le monde rural devient un espace où les pourchassés peuvent se cacher. Certains milieux ruraux sont plus hostiles que d'autres à l'égard du régime de Vichy et de l'Occupant, par exemple les protestants des Cévennes et du Vivarais (au Chambon-sur-Lignon par exemple), qui conservaient le souvenir des persécutions subies sous l'Ancien Régime ou le cœur des Monts d'Arrée en Bretagne autour du Huelgoat et de Berrien. Des Justes cachent des Juifs comme Joseph et Émilienne Argoud, un couple de paysans, vivent modestement dans leur village de Biol-le-Haut, en Isère.
François Tanguy-Prigent crée dès la fin de l'année 1940 dans le nord du Finistère le Bulletin bimensuel de la Coopérative de Défense paysanne de Morlaix, qui critique la politique menée par la Corporation paysanne ; cette coopérative regroupe 4390 adhérents en 1942 et diffuse à partir de 1941 son Bulletin dans 18 départements, toléré un temps par le régime avant d'être interdit, mais son action a jeté les bases d'un syndicat agricole clandestin, la Confédération générale de l'agriculture (CGA), solidement implanté à partir de 1943 dans un premier temps dans des départements comme le Finistère et l'Yonne et qui publie un journal clandestin au titre révélateur : La Résistance paysanne. Dans son premier numéro, François Tanguy-Prigent qualifie la Corporation paysanne d' « œuvre antinationale, œuvre de trahison créée pour servir les Allemands et faciliter le pillage de la France ». Bernard Paumier, un vigneron, crée de son côté dans le Loir-et-Cher les "Comités d'Action et de Défense paysanne" (CDAP).
Une partie des membres de la Corporation paysanne se détache du régime fin 1943 et lui font aussi servir de base à la création d'un syndicalisme paysan clandestin fin 1943, la Confédération générale de l'agriculture (CGA) qui voit le jour officiellement le 12 octobre 1944, lors de la dissolution de la Corporation paysanne par les autorités et qui se prolongera sous la forme de la FNSEA en 1946.

## Son influence après la Seconde Guerre mondiale
En dépit des efforts réalisés après la Libération pour « gommer » l'œuvre du gouvernement de Vichy, la Corporation paysanne a néanmoins laissé des traces durables dans l'organisation actuelle de l'agriculture. L'unité syndicale (la FNSEA), depuis longtemps désirée, était enfin réalisée, et n'a pas pu être remise sérieusement en cause depuis.
Les maisons familiales rurales trouvent leur origine dans une loi de juillet 1941 qui organise l'enseignement agricole post-scolaire ; elles ont survécu à la Libération et jouent toujours un rôle important dans l'enseignement agricole français actuel. La loi sur le fermage de septembre 1943 qui instituait notamment des commissions paritaires, est toujours en application de nos jours.